# Maroússi (métro d'Athènes)
Maroússi (grec moderne : Μαρούσι) est une station de la ligne 1 du métro d'Athènes. Elle est située sur le territoire de la municipalité  Maroússi, dans le district Athènes-Nord de la banlieue d'Athènes en Grèce.
Elle est mise en service en 1957 et remise à niveau en 2004.

## Situation sur le réseau

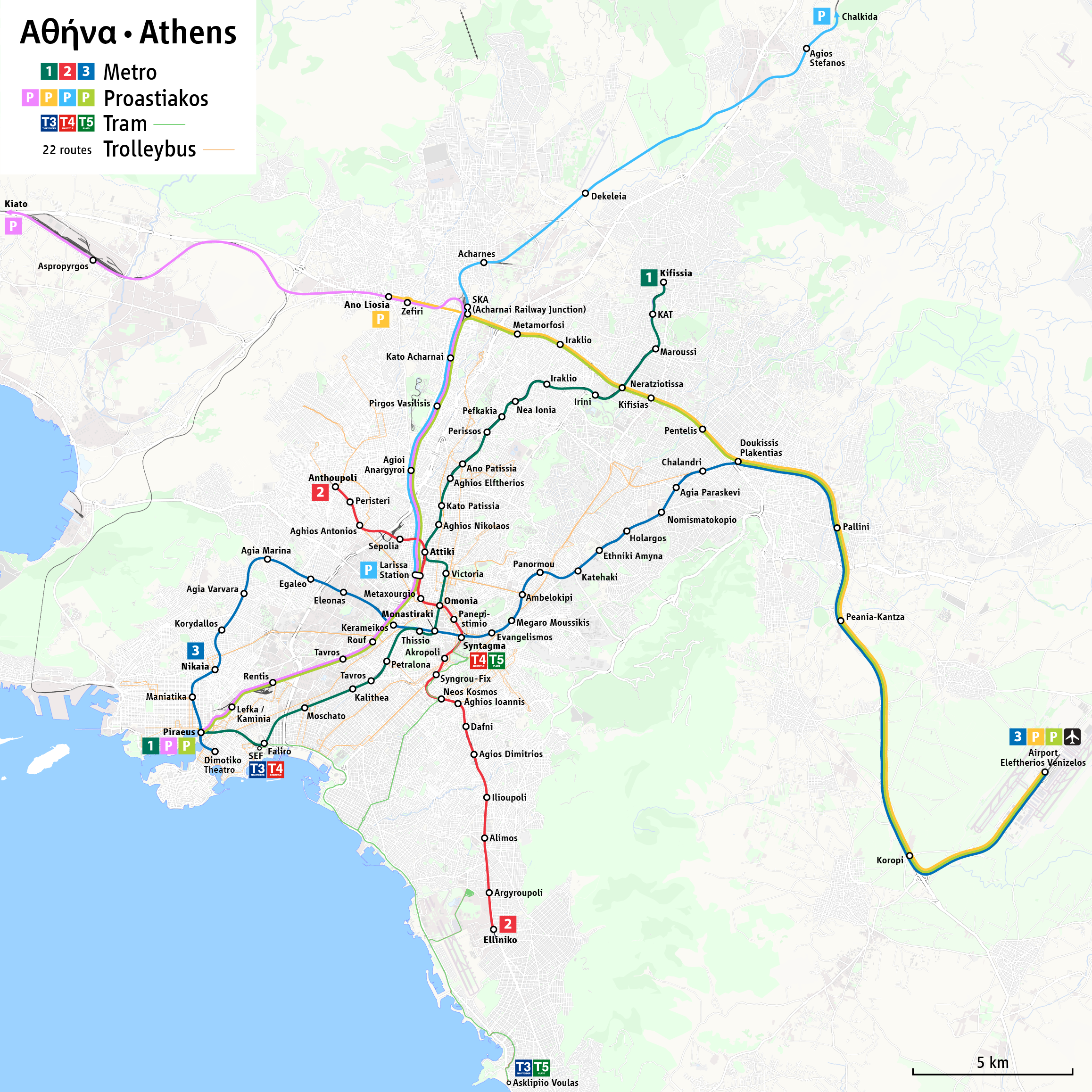
Plan des réseaux (2020)

Établie en aérien, la station Maroússi est située sur la ligne 1 du métro d'Athènes, entre la station Neratziótissa, en direction du terminus Le Pirée, et la station KAT, en direction du terminus Kifissiá.
Elle dispose des deux voies de la ligne située sur un tronçon en viaduc.

## Histoire
La station, Maroússi , est mise en service le 1er septembre 1957, vingt jours après l'ouverture de la totalité de la ligne. Elle est l'une des quatre stations de la ligne 1 situées dans la municipalité de Maroússi et est la seule station aérienne dans le métro d'Athènes.
La station est réhabilitée pour les Jeux olympiques d'Athènes et a rouvert le 14 mars 2004.

## Services aux voyageurs

### Accès et accueil
La station comporte deux quais encadrant les deux voies de circulation et est accessible par d'escaliers mécaniques et d'ascenseurs depuis le rez-de-chaussée où se trouve la billetterie de la station.

### Desserte

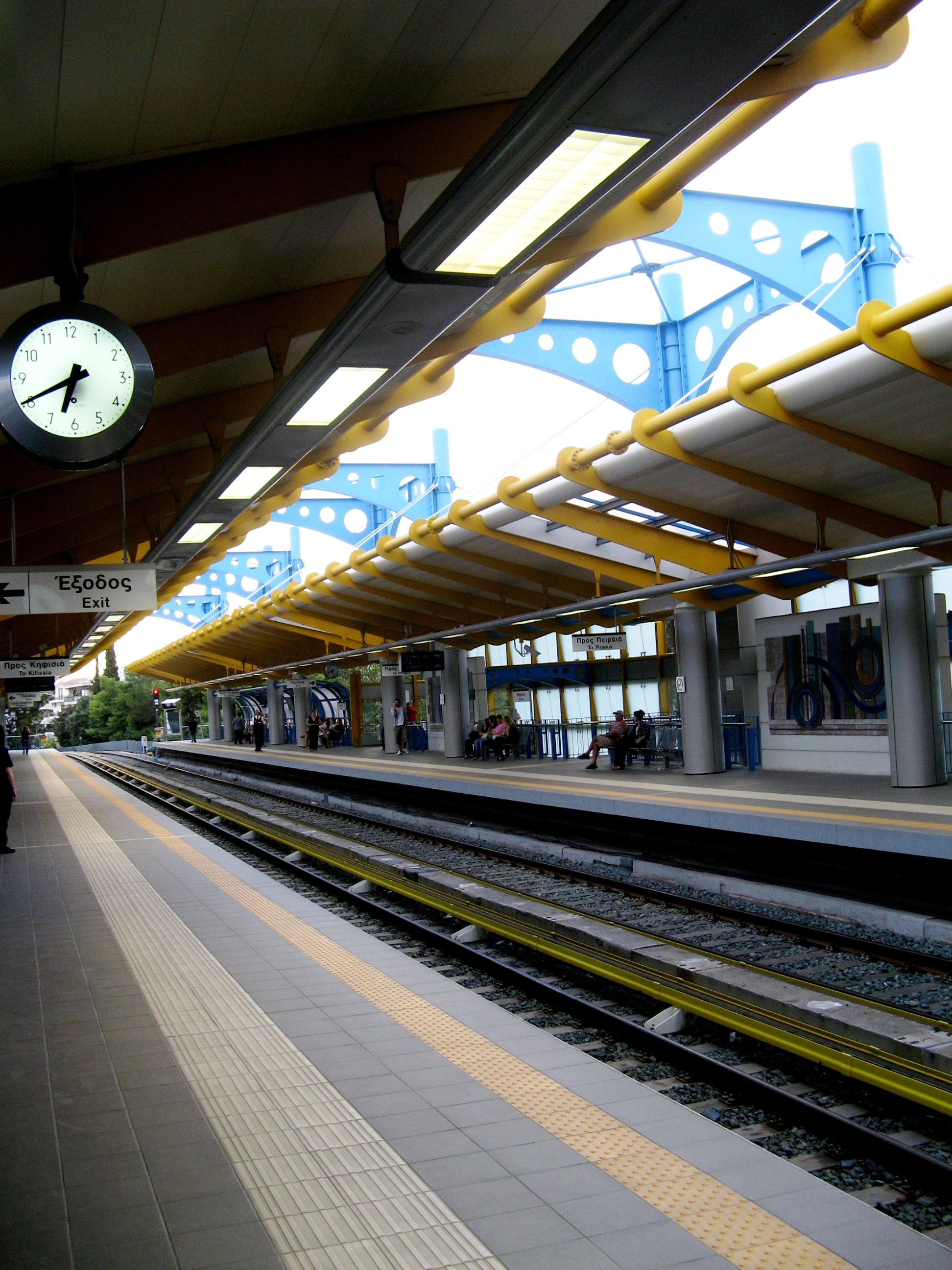
Voies et quais.

### Intermodalité
Par un arrêt situé à proximité, elle est en correspondance avec les bus des lignes : 446, 501, 541 et A8. Elle dispose d'un parking couvert.